# 鹿鼎記 (1992年電影)
《鹿鼎記》（英語：Royal Tramp，台譯：《新鹿鼎記》）是一部拍摄于1992年香港喜劇電影，由周星馳主演，影片取材于金庸的武侠小说《鹿鼎記》。该影片为周氏電影多產期的经典之作，故事曲折离奇，爆笑十足。在1992年其香港票房成績為該年前五名，在香港以外市場亦深受歡迎。該片的續集為《鹿鼎记II神龙教》。

## 劇情
韋小寶（周星馳飾）是麗春院妓女韋春花（吳君如飾）的弟弟；一次在說書他與陳近南見面的虛構情節時，遇上鰲拜手下圍剿真正的陳近南（劉松仁飾）及青木堂堂主（劉江飾）。韋小寶最終救陳近南脫困，然而青木堂堂主已戰死。由於眾人皆看到是韋小寶救出陳近南，妓院老闆（李家鼎飾）要求陳近南帶韋小寶離開。因此陳近南只好帶韋小寶離開妓院，回天地會總部。
在天地會中，陳近南對群眾表示他探得清廷在關外藏有寶藏，事關滿清國運，秘密則藏在《四十二章經》中，需要有人潛入皇宮中取得。在眾人推托之際，陳近南使計讓韋小寶站出，派他潛入宮中，並要在他腳板上刺上「清明」、「反復」，做為天地會「反清復明」的暗號，以免將來被自己人所殺，在刺完「清明」後，韋小寶就說另一腳他以後會刺。
陳近南原本要派韋小寶進宮當「蘇拉」（雜役），然而韋小寶卻排錯隊進入太監招募處。就在要被閹割之際，遇上急需用人的海大富（吳孟達飾）救下，海大富以閹割後須靜養三個月才能下床，但是他晚上就要用人。原來海大富需要有太監潛入太后寢宮，奪取《四十二章經》。海大富再向小桂子使出「化骨綿掌」威力後，又以慢性「化骨綿掌」使韋小寶中毒，藉此威脅韋小寶生命為其潛入太后寢宮。韋小寶進入太后寢宮，正好太后（張敏飾）遇蒙面人（實際上就是海大富）來襲外出，然而韋小寶卻在寢宮遇到女扮男裝的建寧公主（邱淑貞飾），韋小寶以為建寧公主是另一位太監。建寧公主奪走太后的《四十二章經》，韋小寶跟著追至御書房，遇到了康熙皇帝（溫兆倫飾）。
韋小寶以為康熙也是另一個太監，在與康熙交戰下被輕易擊敗，韋小寶遂嗆出他的師傅是海大富。康熙要他去跟海大富先學好武功，打贏後才願給他《四十二章經》，並加上書房的《四十二章經》。因為武功練起來的韋小寶打起來比較好玩。韋小寶回住處後將康熙的信給海大富看後，知道來信者身分的海大富答應教韋小寶武功。海大富問韋小寶想學何種武功？韋小寶先是說要學「化骨綿掌」，但是海大富回說「化骨綿掌」學了三五十年才略有小成。對於其他的武功，韋小寶則一直挑剔批評。被激怒的海大富遂對韋小寶使出「穿心龍爪手」，韋小寶再招架無力之際問了武功名字，卻聽成「揸波龍爪手」，因此決定不睡覺也要跟海大富學。
學成後的韋小寶果然開始克制康熙的武功，並成功偷襲康熙的下體。在韋小寶疑惑之際，遇上顧命大臣鰲拜（徐錦江飾）直闖書房，要求康熙下令拘捕另一位顧命大臣索尼。與建寧公主躲起來的韋小寶遭建寧公主偷襲後露出藏身處，並以自稱是康熙的心腹騙過鰲拜。在鰲拜離開後，韋小寶也知道了康熙真實身分，因為紫禁城只有皇帝才有雞雞。康熙要求韋小寶監視行跡可疑的海大富。
海大富與太后對戰後，韋小寶誤刺海大富，最後海大富失蹤，後來才發現他已經瘋了。因此被太后視為次要敵人而連手。而康熙也因韋小寶沒有淨身記錄知道韋小寶並非太監，但他認為韋小寶非太監正好可以幫他剷除鰲拜。由於鰲拜已私自殺了索尼，康熙覺得他已經被鰲拜逼到退無可退。康熙並介紹了御前侍衛多隆（陳百祥飾），討論如何剷除鰲拜。最後他們決定以討論與俄羅斯疆界為由召鰲拜入宮，賜其偽裝的毒酒，並派出多隆訓練的打手作後手。然而鰲拜武功高強，不僅沒喝下毒酒，還殺光了多隆派來的打手、並且事先設下的機關對其無效。在韋小寶派來假扮關二哥讓鰲拜立誓的海大富砍下鰲拜後卻發現鰲拜有練十三太保橫練金鐘罩。被鰲拜追殺的韋小寶逃到太后寢宮，最後才由太后制住鰲拜。
在抄鰲拜家中，韋小寶除中飽私囊大量財富後，並得到什麼都射的穿的火槍，以及鰲拜家中的《四十二章經》。發了大財後的韋小寶回到妓院，救出正被處罰的姐姐韋春花，並買下妓院。然而此時韋小寶遇到陳近南，得知韋小寶中了「化骨綿掌」的陳近南以武功將韋小寶的毒排出。並要求韋小寶再潛回宮中，陳近南得知鰲拜的師兄決定救出鰲拜，他決定利用機會一次剷除鰲拜與康熙。陳近南派出雙兒（陳德容及袁潔瑩飾大小雙兒）保護兼監視韋小寶，陳近南說雙兒原本是連體嬰，後來介由天地會的醫術成功分割，但她們都有心電感應。雙兒也說出如果韋小寶能完成反清大業，她們願意以身相許。隨後建寧公主來找韋小寶，要求韋小寶向康熙迎親求娶建寧公主，卻發現了雙兒的存在，雙兒遂制服了建寧公主。
此時，太后寢宮來人找韋小寶去見太后，韋小寶只好獨自去見太后。太后與韋小寶以互相得知對方身分，太后是假太后，其實是神龍教派來皇宮臥底，目的也是《四十二章經》。假太后要求韋小寶交出《四十二章經》，並推測出韋小寶手中已有三本《四十二章經》；除平西王吳三桂家中的《四十二章經》以外，都已到手。韋小寶不從下，假太后將其與鰲拜關在一起。此時鰲拜的師兄西藏喇嘛正好來救鰲拜，並順便挾持韋小寶作為人質。
鰲拜一夥人與攻入的天地會眾相遇，雙方展開激戰。最終韋小寶破解了鰲拜的縮陽入腹，成功讓陳近南殺死鰲拜為天地會弟兄報仇，韋小寶則以大夥成功殺死鰲拜、但也身受重傷勸天地會眾離開，來日再對付康熙。另一方面，在現場的海大富則向韋小寶吐露假太后的真實身分：神龍教聖女「龍兒」，隨後就逝去。在趕到現場的軍隊包圍現場後，假太后向趕到現場的康熙指控韋小寶是天地會眾。康熙下令脫下韋小寶襪子，韋小寶一腳是「清明」、另一腳卻非「反復」而是「重陽」。韋小寶向康熙解釋，這是為了不忘祭拜先人掃墓，才刻上「清明」與「重陽」。隨後趕到現場的建寧公主與真太后指出假太后是假冒的，假太后在殺出重圍後，並發誓會再找韋小寶算帳。

## 演员表
| 演员   | 角色                   |
| 周星馳 | 韋小寶                 |
| 張 敏  | 真太后                 |
| 張 敏  | 龍兒（易容後）/ 假太后 |
| 林青霞 | 龍兒（易容前）         |
| 吳孟達 | 海大富公公             |
| 陳百祥 | 多隆                   |
| 邱淑貞 | 建寧公主               |
| 徐錦江 | 鰲拜                   |
| 吳君如 | 韋春花                 |
| 劉松仁 | 陳近南                 |
| 溫兆倫 | 康熙帝                 |
| 劉 江  | 周舵主                 |
| 陳德容 | 小雙兒                 |
| 袁潔瑩 | 大雙兒                 |
| 李家鼎 | 高魯泉 妓院老闆        |
| 鄭家生 | 大臣                   |
| 楊菁菁 | 神龍教教徒             |

## 與原著不同處
為了要使電影節奏明快及電影時間不長，故對原著作出大量刪改：
- 韋春花在原作為韦小宝的母親，但在電影中吳君如所飾演的韋春花變為韦小宝的姊姊。
- 原著中的鳌拜雖然有「滿州第一勇士」之稱，但其實武功並非極高。電影中的鳌拜卻是絕頂高手，功夫遠勝陳近南和海大富。
- 電影中，鳌拜糾黨迫使康熙懲辦索尼，原著中（以及歷史上）鳌拜所針對的實為蘇克薩哈。
- 韦小宝最初遇上茅十八決鬥而與綠林中人相遇，電影刪去茅十八的角色，將他的大部分劇情併入陳近南身上。
- 韦小宝與茅十八是被海公公帶進宮中，後來韦小宝殺了原來的小桂子後，假冒為小桂子（事實上海公公已經知道）。劇中，為受天地會之命前往應考雜役，後去錯太監應徵處，被海大富帶進宮中，並名為「小春子」。
- 海公公的絕招為「化骨綿掌」。原著中的化骨綿掌其實是太后的武功。
- 原著中，海公公揭發太后殺害順治帝的董妃及其子以及康熙帝的生母，後制服太后，為韦小宝擊傷，再被太后所殺，但劇中海公公因協助韦小宝盜取四十二章經，與太后打成平手，後韦小宝從太后及海公公二人選擇，誤傷海公公，使其瘋癲，最後被鳌拜所殺。
- 原著中，鳌拜是被康熙韦小宝等人制服，後來被韦小宝誤打誤撞殺死；但劇中是被太后制服，後來因韦小宝解去鳌拜的十三太保金鐘罩，被陈近南所殺。
- 刪去朝廷重臣康親王、索額圖，只餘下多隆。
- 雙兒原只有一人，劇中卻指是雙生孖兒。
- 刪去沐王府、王屋派，亦刪去了沐劍屏、方怡、曾柔。
- 刪去順治帝仍在生及韦小宝在少林寺出家一段劇情。
- 原著中，假太后與瘦頭陀私通生下了建寧公主。而劇中假太后仍是一名處女。
- 香港版與大陸版亦刪去大量情節，例如韋小寶窩藏陳近南、龍兒（假太后）半夜拜會神龍教使者等。

## 演員軼事
- 片中「康熙」角色，據傳當初導演王晶曾找過郭富城出演，而郭富城本人當時也曾想爭取出演該片中「康熙」角色。而且當時導演王晶也正因為心動曾想找郭富城出演，而差點將溫兆倫撤換掉；接著也在當時該片的出品方「永盛電影公司」老板向先生向導演王晶講過一句:「做人要一諾千金，臨場換人演有點沒義氣！」而此番話，最終讓導演王晶決定留下溫兆倫，出演「康熙」角色。

## 趣事
- 金庸曾给該片剧组发过一份传真，传真内容为对周星驰的评价，仅有6个字：“不做第二人想”。[1]
- 鳌拜的台詞「索尼罪大滔天，搞到百姓怨聲載道」中的「索尼」指的是康熙帝四位輔政大臣之一的索尼，英文應譯為「Sonin」，但該片英文字幕譯為「Sony」。現在，索尼是日本電子公司Sony的華文譯名（儘管當年索尼公司在香港市場的譯名是「新力」），這句話經常被網民用于表达不喜欢或调侃索尼公司用。

## 外部連結
- 豆瓣电影上《鹿鼎記》的資料 （简体中文）
- 时光网上《鹿鼎記》的資料（简体中文）
- 香港影庫上《鹿鼎記》的資料（繁體中文）
- AllMovie上《鹿鼎記》的资料（英文）
- 爛番茄上《鹿鼎記》的資料（英文）
- 互联网电影数据库（IMDb）上《鹿鼎記》的资料（英文）